# スリープレス (映画)
『スリープレス』（伊: Non ho sonno、英: Sleepless）は、2001年にイタリアで製作されたサスペンス映画。ダリオ・アルジェント監督。

## ストーリー
1983年、イタリア・トリノのあるアパートで若い母親が喉をコーラングレで突き刺され殺される事件が発生。現場に駆けつけたモレッティ警部は惨劇の一部始終を目撃した幼い少年ジャコモを見つけ、生涯をかけても犯人を捜し出すことを告げる。その後も若い女性ばかりを狙った連続殺人事件が発生するが、容疑者と思われる小人の作家が変死体となって発見され事件の捜査は終わりを迎えた。
それから17年後、とある家に男性客といた売春婦アンジェラが男の変質的な要求や雰囲気に恐怖を抱き、男の就寝中に家を抜け出し夜行列車に逃げ込む。その時、間違って持っていった男のファイルの中に17年前の事件を示唆する写真や新聞の切り抜きを発見。携帯で友人の娼婦アマンダに助けを求めたものの、アマンダが駅に駆けつけた頃には車内で何者かに殺害される。さらに、そのアマンダも車に戻ったところを襲われ殺される。
現場に駆けつけた捜査官たちは、殺された娼婦が車掌に“小人殺人事件”の真犯人を見つけたことを言い残したことから、17年前の事件との共通点を探るため、当時の事件の捜査を担当したモレッティ元警部に会いに行くが、当時の報告書以外のことは新たな知見はなく模倣犯によるものと判断された。
一方、事件の記憶に苛まれながらトリノを離れ鬱屈した生活を送っていたジャコモは友人のロレンツォから事件のあらましを聞かされ、当時の真犯人が生きていることを確信。トラウマを克服するためにトリノへ帰郷しモレッティとともに独自の調査を開始する。　
警察やジャコモ達をあざ笑うように女性をターゲットにした殺人事件が続く中、モレッティは過去の女性連続殺人事件がごく狭い範囲で起きている一方、今回は広域にわたっていることに気付く。過去の事件の真犯人は自動車の運転ができず行動範囲の狭い年少者であり、長期間トリノを離れていた犯人が成長して戻ってきたと推理するが、真相に近づいたモレッティは犯人と思しき人間の襲撃を受け心臓発作を起こし急死してしまう。　
モレッティの遺したメッセージを受けたジャコモはわずかな手掛かりをたどり、当時の事件を知るホームレスを突き止めるが…。

## キャスト
※括弧内は日本語吹替
- モレッティ - マックス・フォン・シドー（村松康雄）
- ジャコモ - ステファノ・ディオニジ
- グロリア - キアラ・カゼッリ
- ロレンツォ - ロベルト・ジベッティ
- ベッティ氏 - ガブリエレ・ラヴィア
- ローラ・デ・ファブリティス - ロッセーラ・フォーク
- マンニ警部 - パオロ・マリア・スカロンドロ（高宮俊介）
- レオーネ - マッシモ・サルキエッリ
- アンジェラ - バーバラ・レリチ
- アマンダ - コンチータ・プリージ（えんどうさや）

## スタッフ
- 監督：ダリオ・アルジェント
- 製作総指揮：クラウディオ・アルジェント
- 製作：ダリオ・アルジェント
- 脚本：ダリオ・アルジェント、フランコ・フェリーニ、カルロ・ルカレッリ
- 原案：ダリオ・アルジェント、フランコ・フェリーニ
- 音楽：ゴブリン
- 撮影監督：ロニー・テイラー
- 編集：アンナ・ローザ・ナポリ
- 美術：アントネッロ・ゲーリング
- 衣装：スージー・マットリーニ

## 映像ソフト
- スリープレス～SLEEPLES～　DVD　廃盤

ホラーの帝王ダリオ・アルジェントが初期サスペンス・スリラーに回帰した最新注目作!!
規格品番：COBM-5216
発売日：2002年12月21日
発売元：日本コロムビア株式会社
販売元：日本コロムビア株式会社

- スリープレス　DVD　廃盤

ホラーの帝王ダリオ・アルジェントが初期サスペンス・スリラーに回帰した最新注目作!!
規格品番：COBM-5336
発売日：2005年03月23日
発売元：日本コロムビア株式会社
販売元：日本コロムビア株式会社

- スリープレス＜コレクターズ・エディション＞　BD

ホラーの鬼才ダリオ・アルジェントが初期ジャッロ・スタイルに回帰した傑作サスペンス・スリラー！
規格品番：TCBD-1282
発売日：2022年07月27日
発売元：合同会社是空
販売元：TCエンタテインメント株式会社

## 備考
- 劇中の子守唄｢The Animal Farm Rhyme｣の作詞をアーシア・アルジェントが担当している。
- 本作はアルジェント監督の初期作のジャーロ・スタイルへの原点回帰となっている。